# آبشار والامن
آبشار والامن (به انگلیسی: Wallaman Falls) آبشاری است که در کشور استرالیا واقع شده‌است و بلندترین ریزشگاه آن ۳۴۰ متر ارتفاع دارد. حوضهٔ آبریز این آبشار، رودخانه هربرت است.